# 蜕皮酮
蜕皮酮或为蜕皮甾酮（英語：Ecdysone）是一种昆虫的类固醇激素原，是涉及昆虫蜕皮的主要激素20-羟基蜕皮酮的前体，由前胸腺分泌。蜕皮酮与其衍生物等统称为蜕皮激素，作用于节肢动物与相关门类起到蜕皮与其它作用。在黑腹果蝇（Drosophila melanogaster）中，蜕皮酮浓度的增加会诱导编码幼虫蜕皮所需基因的蛋白表达，并导致染色体膨大和多線染色體（polytene chromosomes）形成。Chris Q. Doe的实验室最近发现了蜕皮酮在果蝇的神經幹細胞中的新作用。
蜕皮酮与其它蜕皮激素也存在于许多植物中，作为毒素或拒食剂来保护植物对抗植食性昆虫。这些植物蜕皮类固醇被认为具有药用价值，常作为草药補品上市，但其中部分成分可能具有細胞毒性。